# Anthomyia fumipennis
Anthomyia fumipennis är en tvåvingeart som beskrevs av Stein 1919. Anthomyia fumipennis ingår i släktet Anthomyia och familjen blomsterflugor. Inga underarter finns listade i Catalogue of Life.